# Выживание четырёх моряков на острове архипелага Шпицберген
Выживание четырёх моряков на острове архипелага Шпицберген — события, произошедшие в 1743—1749 годах с четырьмя поморами-промысловиками, которые вынуждены были выживать на одном из островов южнее острова Эдж более 6 лет после крушения их корабля в архипелаге Шпицберген.

## История

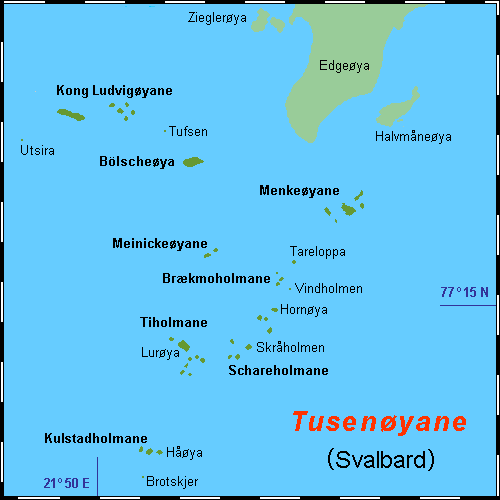
Карта архипелага Тысячи Островов

В 1743 году Еремей Окладников, житель города Мезень, снарядил судно с 14 зверобоями и отправился к Шпицбергену для промысла на китов и моржей. Спустя 9 дней плавания судно достигло восточной оконечности архипелага Шпицберген, а именно района Тысячи Островов южнее острова Эдж. Здесь корабль оказался заперт льдами и было принято решение о зимовке на одном из островов, куда для разведки отправили четырёх человек. С собой они взяли ружье, порох на 12 зарядов, топор, котел, 20 фунтов муки, огниво, нож, немного табаку. На острове была найдена хижина с русской печью без дымохода, возведенная жителями Мезени несколько раньше, где группа переночевала. На следующий день на прошлой стоянке судна не оказалось (скорее всего оно затонуло вместе со всем оставшимся экипажем) и промысловикам пришлось остаться на этом острове.
Была укреплена обветшавшая хижина, на растопку печи шла древесина, принесенная морем. Из выброшенного на берег океаном дерева и досок бывших кораблей со старыми гвоздями были изготовлены рабочие инструменты, рогатины против медведей и лук со стрелами, который использовали, когда кончились заряды к ружью. На острове поморы занимались охотой на северных оленей (которых убили 250), песцов, изредка на белых медведей (которые предпринимали попытки ворваться в хижину, поэтому по одному на остров обычно не выбирались), занимались собирательством, для профилактики развития цинги употребляли ложечницу (cochleária), пили ещё теплую кровь, много двигались. Воду добывали изо льда зимой и многочисленных ручьев летом, за неимением возможности развести сильный огонь, коптили мясо в хижине. Износившуюся одежду заменяли на изготовленную из шкур убитых животных, для чего из проволоки сделали иглы, а нити — из сухожилий животных. Зимой почти всегда сильные снегопады заметали хижину по самую крышу, выбраться из которой можно было только через специально сделанное отверстие в кровле.
Всё же от цинги зимой 1748 года умер сильно ослабевший Фёдор Веригин, которого похоронили в глубокой яме в снегу, чтобы медведи не растащили его останки.
Шло время, а никаких кораблей на горизонте не встречалось, так как обычно более богатые промысловые места лежали в западных областях архипелага, куда следовало большинство артелей. Наконец 15 августа 1749 года к острову пристало российское судно купца-старовера, желавшего перезимовать на Шпицбергене. Это судно, как и то, на котором промысловики-робинзоны попали на остров, прибило к восточной стороне архипелага. Привлечь внимание удалось разведённым костром и копьем с кожей оленя на конце, которым размахивали наподобие флага. Выжившим удалось убедить капитана отвезти их домой за плату в 80 рублей. Погрузив на борт 50 пудов оленьего сала, множество шкур, которые за это время удалось добыть и все свои пожитки, судно с выжившими на борту отплыло по направлению к Архангельску, куда благополучно прибыло 28 сентября 1749 года, в итоге завершив все выпавшие на долю поморов испытания. Нужно сказать, что трое выживших, порядком отвыкнув от нормальной пищи, ещё долго не могли есть хлеб и пить напитки, предпочитая чистую воду и мясо.
Впоследствии комиссия Российской академии наук для устранения сомнений в правдивости рассказов моряков расспрашивала их о пребывании на острове. Алексея и Ивана Химковых вызвали для опросов в Петербург. Названные моряками даты длительности полярных ночей позволили удостовериться в достоверности истории. Последующие экспедиции на Шпицберген также подтвердили рассказы поморов. Была найдена изба, в которой они жили.
В общей сложности мезе́нцы провели на необитаемом острове 6 лет и 3 месяца.

## Участники
По Белову М. И.:
| Имя                                     | Годы жизни | Место рождения | Возраст на момент 1743 года | Примечание           |
| --------------------------------------- | ---------- | -------------- | --------------------------- | -------------------- |
| Еремей Яков Окладников                  | 1719—1743  | Мезень         | 24 года                     | Организатор промысла |
| Алексей Иванов Инков (Химков)           | 1700—?     | Мезень         | 43 года                     | Кормчий              |
| Хрисанф (Иван) Прокопьев Инков (Химков) | 1721—1778  | Мезень         | 22 года                     | Матрос, зверобой     |
| Степан Стахеев Шарапов                  | 1696—1757  | Мезень         | 47 лет                      | Матрос, зверобой     |
| Фёдор Андреев Веригин                   | 1698—1748  | Мезень         | 45 лет (погиб)              | Матрос, зверобой     |

## Отражение в литературе
В 1772 году в Санкт-Петербурге в переводе с немецкого языка была издана книга французского ученого Пьера Луи Ле Руа, основанная на данных событиях под названием «Приключения четырёх российских матросов к острову Ост-Шпицбергену бурею принесённых, где они шесть лет и три месяца прожили».
Рассказ историка Николая Константиновича Лебедева «Архангельские робинзоны» о приключениях четырёх поморов на необитаемом острове в Северном полярном море. В первом издании 1928 г. «правдивой истории», как сказано в аннотации, четверо мезенцев были заменены на трёх архангельских мужиков, шедших изначально на Новую Землю, а события происходят в 1753 году. В третьем, дополненном издании, события приведены без вышеописанных искажений.
Историческая детская повесть «Беруны» Зиновия Самойловича Давыдова о приключениях четырех мезенских поморов. Впервые была издана в 1933 году с чёрно-белыми иллюстрациями ленинградского художника-иллюстратора Михаила Борисовича Храпковского. Несколько раз была переиздана, в том числе с названием «Русские робинзоны». Первое название основано на собирательном наименовании главных героев — русских поморов из Мезени, волею судьбы заброшенных на необитаемый остров Малый Берун.
Известный советский полярный исследователь, капитан дальнего плавания, писатель, Герой Советского Союза Константин Сергеевич Бадигин в середине XX века создал собственную дилогию о приключениях поморов на островах Шпицбергена. Первой в 1953 году вышла в свет его книга «Путь на Грумант», а ее продолжением стали «Чужие паруса», опубликованные в 1959 году. В СССР история «робинзонады» поморских промысловиков из Мезени была известна большинству поклонников исторического романа именно благодаря произведениям Константина Бадигина. Также К. С. Бадигин стал одним из авторов сценария к советскому художественному фильму «Море студёное» 1954 года, повествующему о тех же событиях.
Повесть Софьи Борисовны Радзиевской «Остров мужества» (1972) также пересказывает эту историю для детей. Была переиздана в 2017 и 2020 годах.
В 2003 году американский альпинист и скалолаз Дэвид Робертс опубликовал в Нью-Йорке книгу «Четверо против Арктики. 6 лет потерпевших кораблекрушение на вершине мира», посвящённую злоключениям вышеупомянутых русских промысловиков.

## Кинематограф
- 1954 — художественный фильм «Море студёное».